# Birger Borgman
Birger Antonius Borgman, född 17 juni 1888 i Gävle, död 1955 i Säter, var en svensk konstnär.
Han var son till sjötulltjänstemannen Anton Borgman och hans maka född Pettersson. Borgman studerade först vid målarskolor och för olika konstnärer i hemstaden Gävle innan han sökte sig till Althins målarskola i Stockholm 1917 därefter fortsatte han sina studier under resor till Norge, Nederländerna, Frankrike och Spanien. Separat ställde han ut i Gävle, Borås, Västerås och Örebro samt medverkade i olika samlingsutställningar. Hans konst består av figurer, skildringar från Dalarna, gatu- och gårdsmotiv från Gävle i olja eller träsnitt samt reklamteckningar och tidningsillustrationer. Borgman är representerad vid Göteborgs konstmuseum, Kungliga biblioteket, Uppsala universitetsbibliotek, Värmlands museum och Lunds universitets konstmuseum.